# ユダの福音書

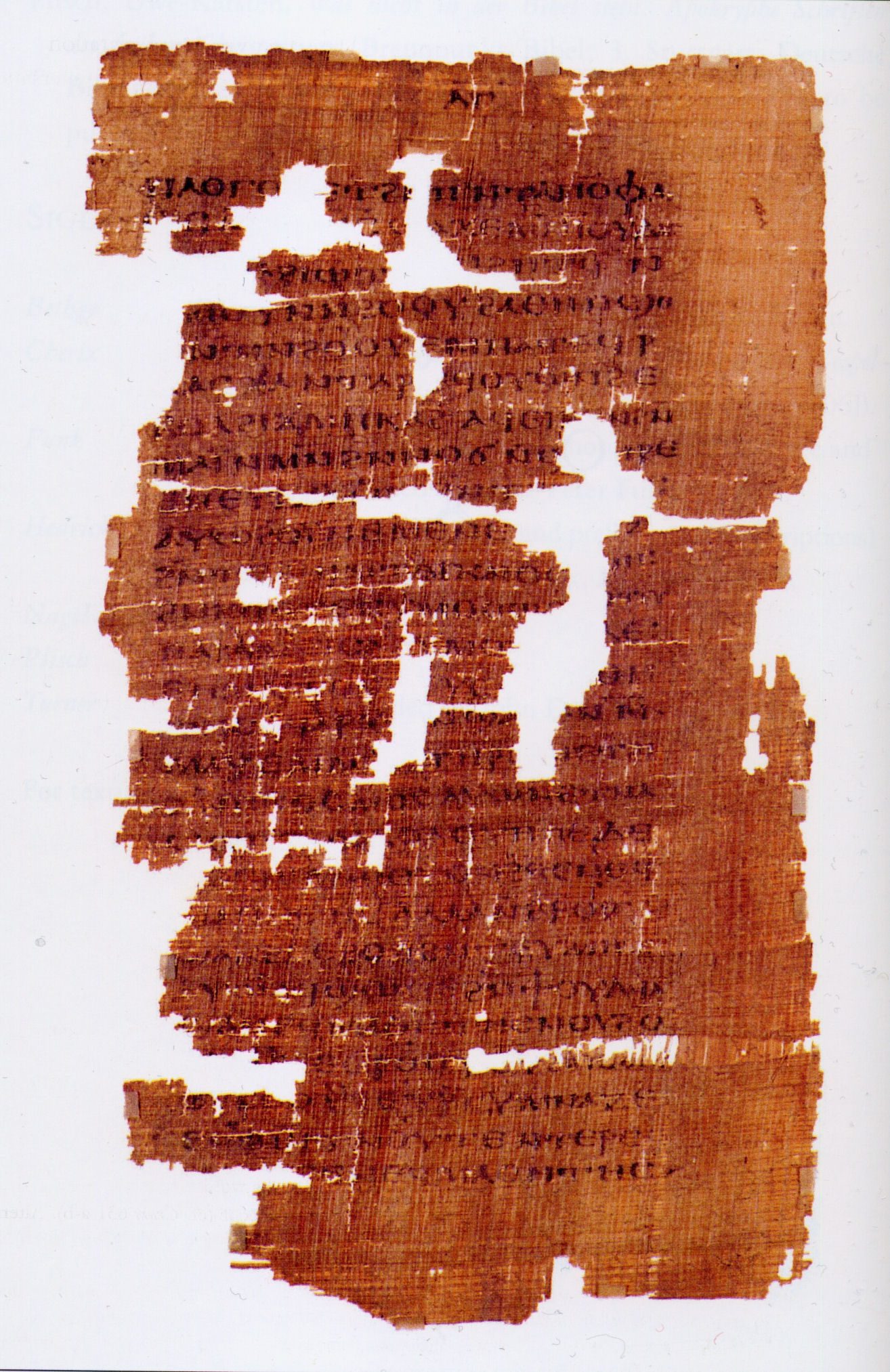
発見されたユダの福音書の写本の最初のページ

『ユダの福音書』（ユダのふくいんしょ）とは、キリスト教の新約聖書の外典の一つとされている。初期キリスト教を知る資料のひとつ。

## 概説
『ユダの福音書』は、初期キリスト教父であるエイレナイオスの『異端反駁』(180年頃)にてグノーシス主義異端の書として言及されていたもので、既にその当時から存在を示唆されていた。その記述によれば、イエスを裏切ったイスカリオテのユダが実はイエス・キリストの弟子の中の誰よりも真理を授かっており、「裏切り」自体もイエス・キリスト自身がユダへ指示したものであるとしている。
『ユダの福音書』は『異端反駁』に名を挙げられていることから2世紀には成立していたと考えられる。また、復元・解読された現存する唯一の写本(チャコス写本)はギリシア語原本からコプト語に翻訳されたものであり、220-340年頃に筆写されたものと推定されている。
『ユダの福音書』は、長らくエイレナイオスの文書からしかその存在を知り得なかった。
しかし、2006年4月のナショナルジオグラフィックの発表によると、1970年代にエジプトで発見されたパピルス冊子の解析が進み、それが『ユダの福音書』のコプト語写本断片であると分かったという。
現代語訳(英語版)、日本語版と相次いで刊行された。
『ユダの福音書』は書かれた年代・メインタイトルそのものがイスカリオテのユダ自身の著作であると見せかけようとしていない事・ユダに距離を置いた本文の書き方などからイスカリオテのユダ本人が記したものとは考えられない。しかし、ナグ・ハマディ写本などとともにグノーシス主義を含むキリスト教初期の潮流を知る資料として注目されている。J.ファン・デル・フリートは、著者をセツ派（セト派）のグノーシス主義者であると考察しており、『ユダの福音書』が「史的」ユダに関して情報をもたらす可能性ははっきり排除されてよいと述べている。

## 発表までの経緯
- 1978 エジプト中部のある洞窟にて盗掘者がある写本を発見。詳細な場所は不明。
- 1980 カイロの古美術商ハンナ（仮名）に売却。のち、盗難に遭う。
- 1982 ハンナがスイスのジュネーヴにて写本を取り戻す。
- 1983 ハンナは3人の大学研究者に対し300万ドルで購入するよう交渉、決裂する。その3人の中にスティーブン・エメル（ドイツミュンスター大学古代パピルス文書研究者）がいた。
- 1984 ハンナ、ニューヨークシティバンク貸金庫に写本を16年間保管する（かなり劣化）。
- 1999 古美術商ディーラーのフリーダー・チャコスがハンナより30万ドルで写本を購入。イェール大学に調査を依頼。
- 2000 イェール大学がチャコスに写本はユダの福音書であると報告。
- 2000 米国の古美術商ブルース・フェリーニが写本を購入。フェリーニは写本の一部を売却し、残りを冷凍保存する（この処理によりさらに劣化）。
- 2001 写本の購入代金を払えずフェリーニはチャコスに写本を返却。写本はマエケナス古美術財団の所有になる。
- 2002 スイスのジュネーブにおいてユダの福音書の復元作業を開始。プロジェクトの主なメンバーは以下のとおり。
  - ロドルフ・カッセル（スイスジュネーヴ大学コプト語学者）
  - マービン・マイヤー（米国チャップマン大学ナグ・ハマディ文書研究者）
  - スティーブン・エメル（ドイツミュンスター大学古代パピルス文書研究者）
  - フローレンス・ダーブル（アトリエ・ド・レストラシオン古文書修復専門機関責任者）
- 2004 フェリーニが売却し紛失させたページが発見される。
- 2006 復元作業が完了。全体の85パーセントが復元。中途、解読はカット＆ペーストで進められた。

## 構成
『ユダの福音書』は全編がイエスとユダ、他の弟子たちとの対話によって構成されている。
- 「過ぎ越し祭をする三日前、八日間にイエスがイスカリオテのユダと語った、裁きの秘められた言葉。」（メインタイトル）
  - 第1章 イエスの宣教と十二弟子の召命［枠物語］
    - 第2章 弟子たちの無知とユダのより高度な知識
    - 第3章 上なる世代の告知
    - 第4章 弟子たちの見た幻（幻の報告①）
    - 第5章 幻の説明とそれに続くやりとり（幻の報告②）
    - 第6章 上なる世代に関するやりとり
    - 第7章 ユダの見た幻
    - 第8章 ユダの幻の説明とそれに続くやりとり
    - 第9章 世界と人間との生成についての神話（世界の起源についての神話）
    - 第10章 やりとりの続き――人間とその運命とについて（論考①人間論）
    - 第11章 やりとりの続き――世界の運命について（論考②終末論）
    - 第12章 ユダの役割――預定と賛美（クライマックス）

  - 第13章 イエスに対する陰謀［枠物語］
- 「ユダの福音書」（末尾のタイトル） [5]

## 評価
荒井献は正統的教会によって、「裏切り者」「密告者」の元型にまで貶められていたユダ像は『ユダの福音書』では「福音」の伝達者として高く評価されていると指摘する。荒井はユダのこの文書による「復権」の意義は、正統的教会が罪を負わせ教会から追放しようとしたユダをイエスの愛弟子として取り戻したことにあるとする。
J.ファン・デル・フリートは、文学的観点から見て、一人著者の筆に成る見事にまとまった作品であると評している。ただし、『ユダの福音書』はユダあるいはイエスに関する新たな史的情報や新約聖書から独立した伝承を含んでいないことから、この文書が史的イエスあるいは史的ユダについて正統的キリスト教会のイメージを変える役割にはならないともしている。また、文書が「みずからが正統的な教義とみなすものとそうではないもの」を論争的に線引きしているという点から、キリスト教会における神学史を支える役割を担っていることに注目している。

## 関連書籍
- ヘンリック・パナス著、小原雅俊訳　『ユダによれば 外典』　恒文社、1978年、ISBN 4-7704-0316-X
  - ユダの福音書を想像で書いたもの。原書はポーランド
- ニコス・カザンザキス著、児玉操訳　『キリスト最後のこころみ』、恒文社、1982年、ISBN 4-7704-0498-0
  - イエスに「裏切り」を指示されるユダ解釈。原書はギリシャ
- ハーバート・クロスニー　『ユダの福音書を追え』　日経ナショナルジオグラフィック社、日経BP出版センター、2006年、ISBN 4-931450-60-1
- ルドルフ・カーサー、マーヴィン・メイヤー　『原典　ユダの福音書』　日経ナショナルジオグラフィック社、日経BP出版センター、2006年、ISBN 4-931450-61-X
- ジェイムズ・M. ロビンソン著、戸田聡訳　『ユダの秘密―「裏切り者」とその「福音書」をめぐる真実』　教文館、2007年　ISBN 978-4-7642-6661-2
- J. ファン・デル・フリート著、戸田聡訳　『解読　ユダの福音書』　教文館、2007年、ISBN 978-4-7642-6666-7
- 『ニュートン』誌、2006年8月号及び2006年9月号、ニュートンプレス社
- 荒井献『ユダとは誰か-原始キリスト教と『ユダの福音書』のユダ』　岩波書店、2007年　ISBN 978-4-00-002358-0